# Вольный Посад (Криворожский район)
Вольный Посад (укр. Вільний Посад) — село,
Широковский сельский совет,
Криворожский район,
Днепропетровская область,
Украина.
Код КОАТУУ — 1221888202. Население по переписи 2001 года составляло 128 человек.

## Географическое положение
Село Вольный Посад находится на расстоянии в 1 км от села Степовое и в 1,5 км от села Шевченково.
По селу протекает пересыхающий ручей с запрудой.
Рядом проходит автомобильная дорога Н-11.